# Ludwig Maurer (Mathematiker)

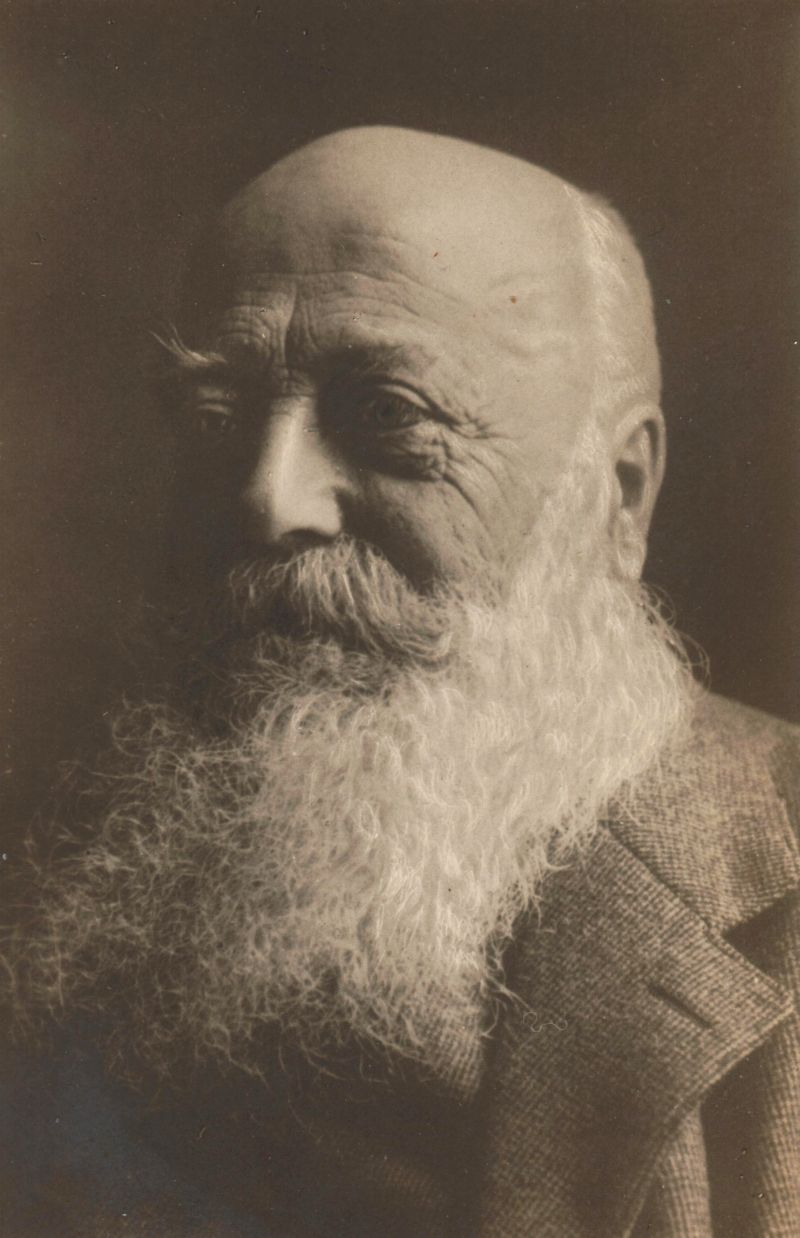
Ludwig Maurer

Ludwig Maurer (* 11. Dezember 1859 in München; † 10. Januar 1927 ebenda) war ein deutscher Mathematiker und Hochschullehrer.

## Leben
Maurer war der älteste Sohn des Rechtshistorikers und Philologen Konrad Maurer. Er studierte in an der Ludwig-Maximilians-Universität München und wurde 1879 Mitglied des Corps Suevia München. An der Kaiser-Wilhelms-Universität Straßburg wurde er 1886 promoviert. Im Dreikaiserjahr, 1888, habilitierte er sich. Er wurde 1896 nicht-etatmäßiger außerordentlicher Professor in Straßburg, 1897 etatmäßiger Extraordinarius und 1909 ordentlicher Professor an der Eberhard Karls Universität Tübingen. Dort wurde er 1926 emeritiert.
Er beschäftigte sich mit Lie-Gruppen und schrieb mit Heinrich Burkhardt den Artikel Kontinuierliche Transformationsgruppen in der Enzyklopädie der mathematischen Wissenschaften. Nach ihm und Élie Cartan sind die Maurer-Cartan-Formen in der Theorie der Lie-Gruppen benannt.
Maurer blieb zeitlebens unverheiratet und kinderlos. Er verbrachte seine letzten Lebensjahre in München. Ludwig Maurer starb 1927 im Alter von 67 Jahren in München.

## Grabstätte

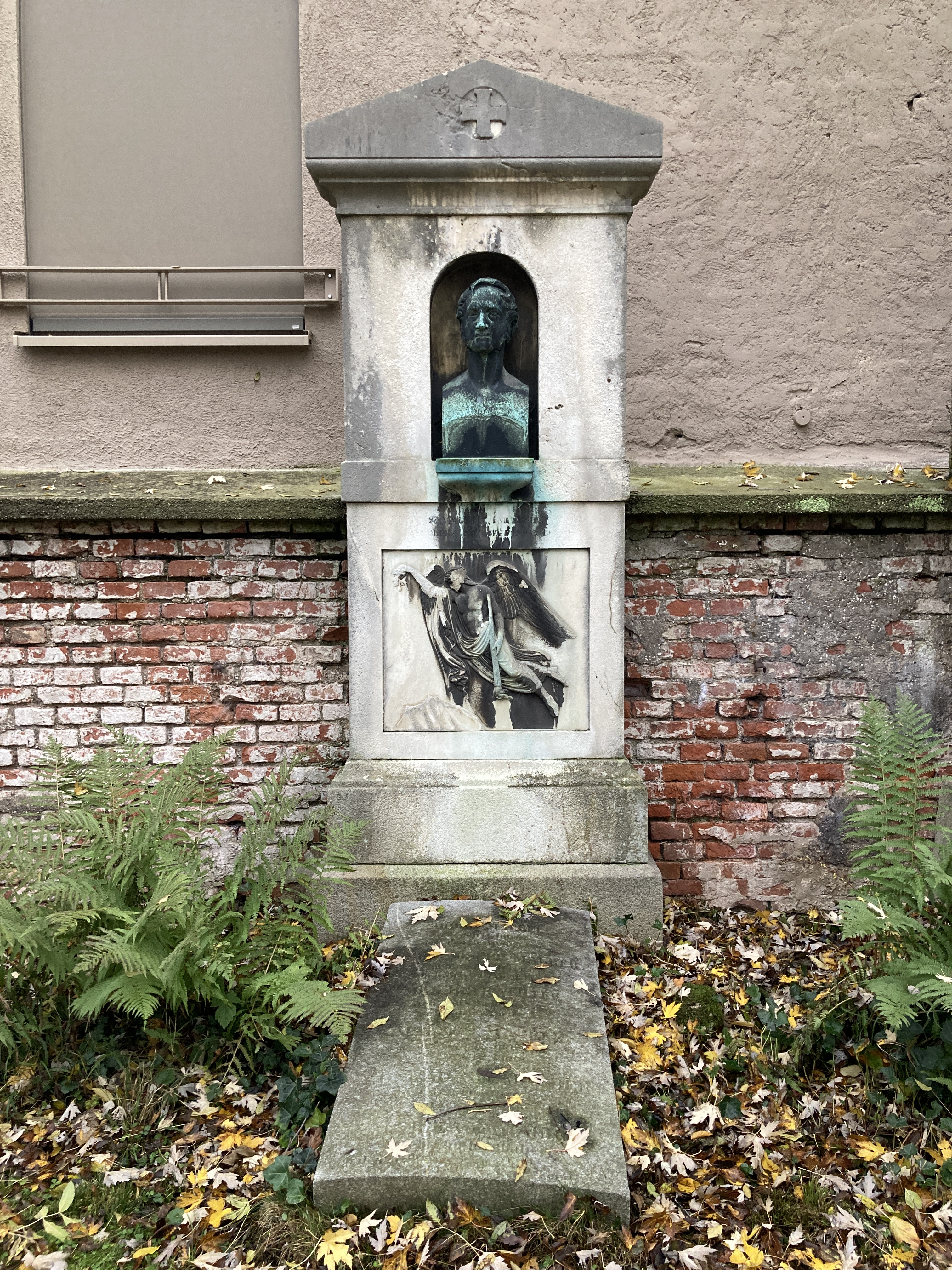
Grab von Ludwig Maurer auf dem Alten Südlichen Friedhof in München

Die Grabstätte von Ludwig Maurer befindet sich auf dem Alten Südlichen Friedhof in München (Mauer Links Platz 86 bei Gräberfeld 3) Standort.
Die Büste auf dem Grabmal stellt jedoch nicht ihn, sondern seinen Großvater, den Rechtshistoriker, Bayerischen Staats- und Reichsrat sowie Minister Georg Ludwig von Maurer dar, der ebenfalls in dem Grab liegt.

## Schriften
- Ueber continuirliche Transformationsgruppen, Mathematische Annalen 39, 1891, S. 409–440
- Ueber Functionen einer reellen Variabeln, welche Derivirte jeder Ordnung besitzen, Mathematische Annalen 41, 1892, S. 377–402
- Zur Theorie der continuirlichen, homogenen und linearen Gruppen, Münchner Berichte 24, 1894, S. 297–341
- Ueber die Mittelwerthe der Functionen einer reellen Variabeln, Mathematische Annalen 47, 1896, S. 263–280
- mit Heinrich Burkhardt: Kontinuierliche Transformationsgruppen, Enzyklopädie der mathematischen Wissenschaften II A 6, B. G. Teubner, Leipzig 1900, S. 401–436
- Über die Endlichkeit der Invariantensysteme, Mathematische Annalen 57, 1903, S. 265–313
- Ueber die Differentialgleichungen der Mechanik, Göttinger Nachrichten, 1905, S. 91–116
- Heinrich Durège: Elemente der Theorie der Funktionen einer komplexen veränderlichen Größe (5. Auflage neu bearbeitet von Ludwig Maurer), B. G. Teubner, Leipzig 1906 (nur die Einleitung Durèges wurde beibehalten)
- Heinrich Durège: Theorie der elliptischen Funktionen (5. Auflage neu bearbeitet von Ludwig Maurer), B. G. Teubner, Leipzig 1908 (im Internet-Archiv; englische Rezension)